# Bächen
Bächen  (westallgäuerisch: Bechə) ist ein Gemeindeteil der Gemeinde Oberreute im bayerisch-schwäbischen Landkreis Lindau (Bodensee).

## Geographie
Der Weiler liegt circa ein Kilometer südwestlich des Hauptorts Oberreute und zählt zur Region Westallgäu. Westlich der Ortschaft liegt die Hausbachklamm.

## Ortsname
Der Ortsname bedeutet (Siedlung an) den Bächen.

## Geschichte
Bächen wurde erstmals im Jahr 1621 mit Martin Buechman zu Bächen urkundlich erwähnt. 1770 fand die Vereinödung in Bächen mit drei Teilnehmern statt. 1818 wurden zwei Wohngebäude im Ort gezählt. Der Ort gehörte einst dem Gericht Simmerberg in der Herrschaft Bregenz an.